# 전자전

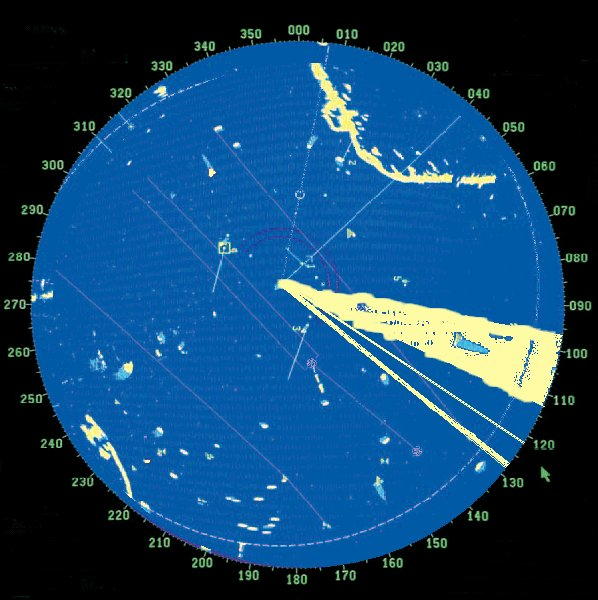
재밍에 의한 해군 레이다 교란 효과. 교란은 3군데서 90과 130도 사이에 위치하고 있다.

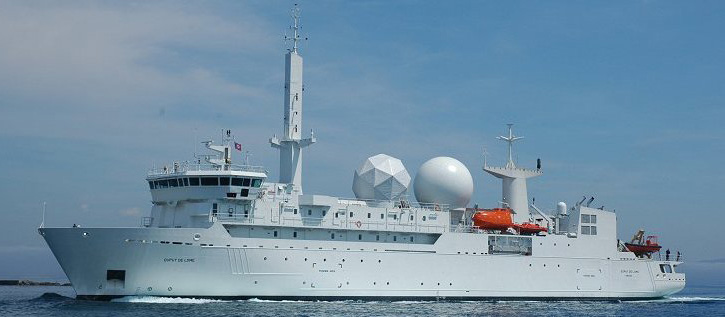
프랑스의 정보 수집함(드푸이 드 롬(A759))

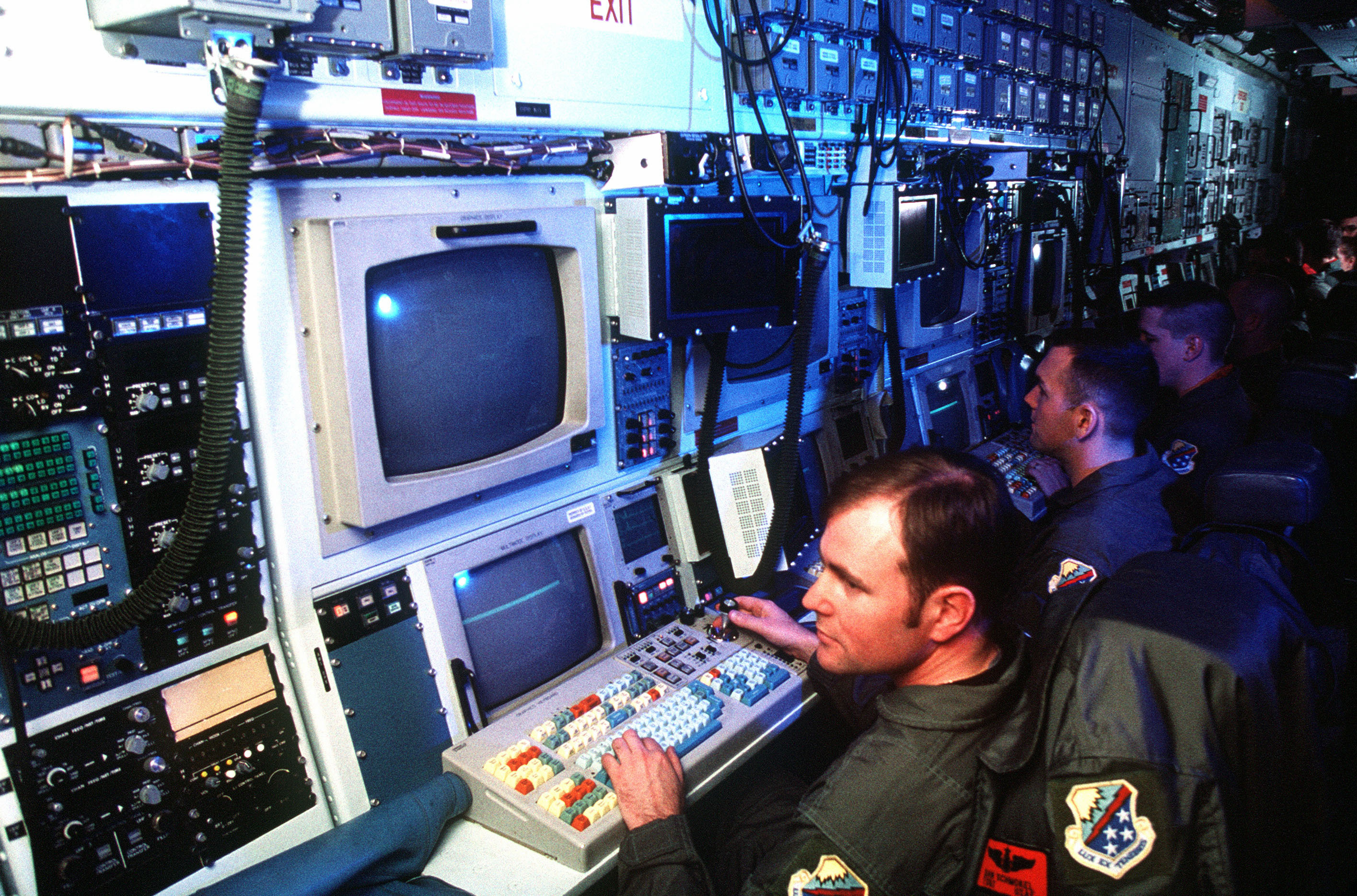
미공군의 정찰기에 탑재된 전자 정보 수집 장비(보잉 RC-135)

전자전(電子戰, 영어: electronic warfare, EW)은 상대방의 전자기 스펙트럼 또는 지향성에너지 무기를 제어하여 스펙트럼을 통해 공격하거나 방해하는 것을 말한다. 전자전의 목적은 상대의 장점은 무력화하고 자신은 방해받지 않으면서 전자기 스펙트럼을 보장하는 것이다. 전자전은 하늘, 바다, 육지, 우주에서도 적용되며 레이다나 통신 또는 다른 체제가 목표가 될 수 있다. 전자전은 전자공격(EA), 전자보호(EP), 전자지원(ES) 3가지로 세분화할 수 있다.

## 전자기 환경
현대전은 전자장비에 크게 의존하게 되면서 전자는 군사작전에 점점 더 중요하게 되었고 전자기 스펙트럼의 복잡한 정보환경에서 군사작전을 수행하게 되었다. 이러한 정보 환경적인 부분을 전자기 환경(EME)이라고 한다. 전자기 환경에 방해 받지 않으면서 전자기 환경을 이용해 군사작전을 지원해야 할 필요성이 생겨났다. 전자전은 정보 전쟁이며 더 구체적으로는 공격과 방어 정보 제압이 요소이다.

## 역사
적의 유선통신 케이블을 절단하거나 전화기를 케이블에 연결해 도청하는 것이 원시적인 전자전의 형태였다. 최초의 전자전은 1904년 러일 전쟁에서 러시아 함대가 일본의 사격 지휘 정보의 무선 통신을 방해하면서 현대적인 전자전이 시작되었다.제2차 세계 대전에서 레이다 기술이 발전했고, 영국 본토 항공전과 마리아나 해전에 영향을 주었다. 걸프전에서 다국적군의 전자전 공격으로 이라크군의 방어시스템과 지대공 미사일을 무력화하는데 영향을 주었다.

### 항전장비
GaAs 소자 기반의 레이더보다 수십배는 성능이 현대화된 GaN 소자 기반의 레이더가 개발되어 배치되고 있고 600km거리를 탐색가능한 전투기용 레이더도 등장했으나 전세계의 90% 이상의 공군기들은 아직 EA-18G 그라울러의 전파 방해 거리 이상을 탐색하는 능력이 없는 상태이다. 전쟁이 개시되면 가장 먼저 작전하며 적군이 제일 먼저 보는 기체가 EA-18G이며, 방공 탐색망을 무력화시킨 상황에서 적군은 미 공군기가 어디 있는지 알지도 못한채 전쟁을 치뤄야 한다.

### 북한
미국·일본 자유 진영에 비해 열등한 공군 장비를 가진 북한은 정상적인 방법으로는 대항할 수가 없다. 이라크 전쟁 당시, 이라크 공군기는 출동 후 평균 100초 만에 미국 공군기에게 격추당했었는데 이는 항전장비의 격차 때문였다. 북한은 이 당시의 이라크보다 나은 공군기가 없다. 북한이 선택한 방법은 전파 교란 능력을 키워서 저항하는 방법을 택했다. 북한은 꾸준히 GPS 교란 및 전자전 능력을 육성했고 실제로 이 능력으로 도발한 경우가 수차례 존재한다. 2010 이후 휴전선 부근에서 전파교란을 시도하였다. 열등한 공군을 극복하려는 노력이며 북한은 꾸준히 적국의 공군 정보를 취득하길 시도하고 있는데 2021년, 북한으로 간주되는 해커에게 한국형 전투기, 한국형 로켓등이 해킹되는 사태가 발생했다.

## 세분화

#### 전자 공격
전자공격(Electronic Attack; EA), 전자방해책(ECM)의 사용과 관련하여 전자기 에너지에 직접 영향을 미칠 의도로 인력, 시설, 또는 장비를 공격하여 전자기 방사 무기를 무력화하여 전투 능력을 파괴하는 것을 말한다. 전자공격의 예로써 통신방해, 레이다 교란, 지향성에너지 무기/레이저 공격, 소모성 유인체(플래어 및 채프) 및 무선·원격조종 급조폭발물(RCIED)등이 있다.

#### 전자 보호
전자보호(Electronic Protection; EP), 상대의 전자 공격(EA) 활동에서 자기편의 부대, 장비, 작전 목적을 보호하는 모든 활동을 말한다. 전자보호는 자기편의 전자공격의 영향을 회피하기 위해서도 이용된다.

#### 전자 지원
전자지원(Electronic Support; ES), 자신의 전자기 스펙트럼 차단하고 상대의 전자기 스펙트럼 에너지를 수집, 도청, 분석하여 위협을 인식하고 전자전 활동(위협회피, 추적 등)을 지원하기 위한 것을 말한다.

## 전자전기

### 미국
- EA-18G : ALQ-99를 무장해서 사용하며 전파 간섭 거리는 최대 160km다. (전자전기의 최대 전력사용량은 211kW)
- EC-37B : (전자전기의 최대 전력사용량은 480kW)

### 일본
- YS-11EA : J/ALQ-7 전파방해 포드를 무장하고 있는 전자전기이다.
- EC-1 : 전자전 훈련기 명목으로 배치했으나 사실상 전자전기이다.
- RC-2 : 전파정보 수집기이다.

### 러시아
- Il-22PP : 러시아가 개발한 전파방해 능력을 가진 전자전기이다.

### 중국
- J-15D : J-15를 개량한 전자전기이며 200km 거리의 전파 간섭을 할 수 있다.

## 같이 보기
- 사이버 전쟁
- 전자기 펄스
- 전자파장애
- 방공망 제압
- 방위고등연구계획국